# Lota (kommun)
Lota är en kommun i Chile.   Den ligger i provinsen Provincia de Concepción och regionen Región del Biobío, i den södra delen av landet, 500 km sydväst om huvudstaden Santiago de Chile.
I omgivningarna runt Lota växer i huvudsak städsegrön lövskog. Runt Lota är det ganska tätbefolkat, med 70 invånare per kvadratkilometer.